# Emile Fallaux

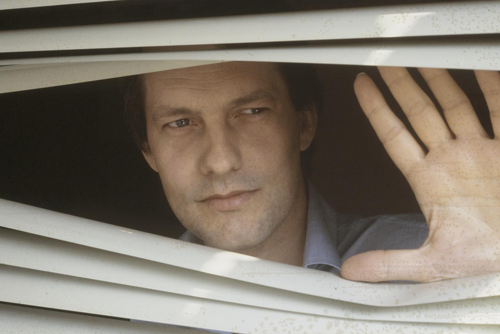
Emile Fallaux

Emile Fallaux (* 16. August 1944 in Leiden) ist ein niederländischer Journalist. Er war unter anderem von 2005 bis 2008 Chefredakteur der politischen Wochenzeitschrift Vrij Nederland. 

## Leben
Fallaux begann 1965 für den Radiosender VARA und anschließend auch für den TV-Bereich der Rundfunkanstalt VPRO zu arbeiten, für letztere war er Reporter in Asien und Afrika. In den siebziger Jahren lebte Fallaux in New York, wo er als Regisseur und Produzent Dokumentarfilme und TV-Programme beaufsichtigte. Der Rückkehr in die Niederlande folgte von 1982 bis 1990 eine neue Aufgabe als Schlussredakteur beim VPRO, wo er mit Videobriefen aus den USA, Nicaragua, Irkutsk und Den Haag zu großer Bekanntheit kam.
In den Jahren 1991 bis 1996 bekleidete er die Funktion des Direktors des International Film Festival Rotterdam und des Hubert Bals Fonds, mit dem Filmproduktionen in Entwicklungsländern gefördert werden. Im Anschluss daran war er abwechselnd in Amsterdam und den USA und schrieb Drehbücher. Eines von diesen setzte er 2001 schließlich selbst als Regisseur des Fernsehfilms "Liefje" um. 
Im Anschluss daran arbeitete Fallaux als kultureller Berater für Behörden und Medien. Er hatte bislang Leitungsfunktionen beim Holland Festival, Stimuleringsfonds voor Culturele Omroepproducties, Prins Claus Fonds, Hubert Bals Fonds, Kunsten '92, Submarinechannel, Sambascope und Holy inne. Mitbegründet hat er den Fonds voor Bijzondere Journalistieke Projecten, den Nederlands Fonds voor de Film und den Rotterdams Fonds voor de Film en Audiovisuele Media.
Fallaux nahm die Redaktionsleitung zu einem Zeitpunkt an, in der die Auflage auf einem Tiefpunkt angekommen war und seine Vorgängerin Xandra Schutte am Ende nicht mehr das Vertrauen der Redaktion hatte. Seit seinem Antritt ist die Auflage nicht weiter gefallen, konnte bislang jedoch auch nicht wieder gesteigert werden. Fallaux gab schließlich Mitte 2008 die Chefredaktion an Frits van Exter ab.

## Auszeichnungen
- 1986: L. J. Jordaanprijs voor vernieuwende televisie en de Nipkovschijf für die Videobriefe "Post 's-Gravenhage"
- 1991: De Zilveren Nipkowschijf

## Werke
Buch
- Amsterdam, Text zum Buch des Photographen Cor Jaring, Huizen, Tritonpers 1969

Film
- Liefje, Drehbuch und Regie, 2001